# Philatis vicina
Philatis vicina är en insektsart som beskrevs av Van Duzee 1933. Philatis vicina ingår i släktet Philatis och familjen Acanaloniidae. Inga underarter finns listade i Catalogue of Life.